# Chlorops scalaris
Chlorops scalaris är en tvåvingeart som beskrevs av Johann Wilhelm Meigen 1830. Chlorops scalaris ingår i släktet Chlorops och familjen fritflugor. Arten är reproducerande i Sverige. Inga underarter finns listade i Catalogue of Life.